# Семья Морелло
Семья Морелло (англ. Morello family) — одна из первых италоамериканских преступных семей, созданных в Нью-Йорке и Соединённых Штатах. Базировались в итальянском Гарлеме на Манхэттене и в конечном итоге завоевали господство в итальянском преступном мире, победив соперничающую неаполитанскую каморру из Бруклина. Они были предшественниками преступного клана, впоследствии известно как семья Дженовезе.

## История

### Банда 107-й улицы
Основатель семьи Джузеппе Морелло родился в 1867 году в городе Корлеоне (Сицилия). В 1892 году он эмигрировал в США, а в следующем 1893 году прибыла семья Джузеппе. Какое-то время они жили в Нью-Йорке, затем переехали в Луизиану, потом в Техас, а к 1896 году вернулись в Нью-Йорк.
Вернувшись в Нью-Йорк, братья Морелло создали Банду 107-й улицы (иногда называемую Бандой Морелло), которая быстро стала доминирующей силой в Восточном Гарлеме, а затем и во всём Манхэттене и некоторых частях Бронкса. В те же годы Джузеппе Морелло обзавёлся своим самым сильным союзником. Им стал Игнацио Лупо, мафиози, который контролировал Маленькую Италию на Манхэттене. 23 декабря 1903 года Лупо женился на сводной сестре Морелло, Сальватрис Терранова.
В 1903 году Морелло, Лупо и влиятельный сицилийский мафиози Вито Кашо Ферро организовали крупную сеть фальшивомонетчиков, печатая на Сицилии 5-долларовые купюры и переправляя их контрабандой в Соединённые Штаты. Считалось, что многие из более поздних так называемых «бочковых убийств», особенно убийство Джузеппе «Джо» Катании-старшего (тело которого было найдено в июле 1902 года), были совершены Морелло, которые наняли многочисленных участников операции по подделке денег.
13 апреля 1903 года в бочке было найдено тело Бенедетто Мадонии, зятя полицейского осведомителя Джузеппе ДиПримо, убитого после жестоких пыток. Детектив Секретной службы, расследовавший дело о фальшивомонетничестве, установил что перед смертью мужчину видели в ресторане с Игнацио Лупо и Томмазо «Быком» Петто, киллером на службе Морелло. Позже нью-йоркский детектив Джозеф Петрозино подтвердил личность Мадонии после посещения ДиПримо в тюрьме Синг-Синг. Письмо Мадонии с просьбой покинуть организацию было найдено при обыске его дома. Имея эти доказательства, полиция арестовала нескольких мафиози, в том числе Морелло, Лупо, Петто и владельца ресторана Пьетро Инцарилло. Однако обвинения были сняты после того, как свидетели изменили свои показания.
Семья Морелло укрепила свою власть в Верхнем Манхэттене, но полиция Нью-Йорка не собиралась сдаваться. 15 ноября 1909 года полицейские обыскали здание в Хайленде (штат Нью-Йорк), которое Морелло использовали в качестве прикрытия для своей операции по подделке денег, и обнаружили большое количество фальшивых американских и канадских долларов. Были арестованы пятнадцать членов семьи Морелло, в том числе боссы Джузеппе Морелло и Игнацио Лупо, а также мафиози Паскуале Васси, у которого обнаружили фальшивые деньги на сумму 1200 долларов.
Судебные процессы начались 26 января 1910 года и закончились 19 февраля, когда все арестованные по делу были осуждены. Морелло и Лупо были приговорены к 30 и 25 годам соответственно в федеральной тюрьме Атланты. Морелло сохранял свою позицию главы семьи в первый год заключения, в течение которого надеялся, что приговор будет отменён в апелляционной инстанции. Но все апелляции были отклонены.

### Война между каморрой и мафией
Пока Джузеппе Морелло и Лупо находились в тюрьме, управление семьёй принял на себя Николас «Ник» Терранова, младший из трёх братьев Терранова. Ему помогали старшие братья, Винченцо и Чиро. К тому времени семья была вовлечена во многие преступные действия от Восточного Гарлема до Гринвич-Виллидж. Вскоре открывшийся ресторан Venezia быстро стал популярным местом отдыха и встреч деятелей преступного мира города.
Без Морелло и Лупо у руля семья её влияние ослабло. Один из капо клана Гаэтано Рейна воспользовался ослаблением семьи и порвал с ней, сформировав свою собственную отдельную мафиозную семью, базирующуюся в основном в Бронксе. Ник Терранова, пытаясь усилить позиции клана, предпринял попытку объединить большую часть итальянского преступного мира, но его усилия по объединению сицилийских мафиози и неаполитанских каморристов в начале 1910-х годов не увенчались успехом, несмотря на все его усилия.
Важной частью семьи Морелло были группа бизнесменов и каморристов Восточного Гарлема, включая Джозуэ Галлуччи, имевшего обширные политические связи, и братья Ламонти. Гаэтано «Томас» Ламонти и его брат Фортунато «Чарльз» Ламонти были известны как двоюродные братья Морелло и владели продуктовым магазином рядом со знаменитой «Конюшней убийств». Чарльз Ламонти был убит в 1914 году, Галлуччи и его сын были убиты в 1915 году, после чего союз между Морелло и каморристами Восточного Гарлема был разорван. Тем временем, бруклинские каморристы планировали устранить сицилийцев с Манхэттена.
В начале 1916 года босс бруклинской каморры Пеллегрино Морано и его лейтенант Винченцо Парагалло начали брать под контроль территорию Морелло. После шести месяцев войны Морано предложил перемирие, чтобы положить конец тупиковой ситуации. Ник Морелло согласился на встречу 7 сентября 1916 года, организованную в кафе Navy Street, принадлежащем каморристе Алессандро Воллеро. Однако по прибытии на место Морелло попал в засаду пяти гангстеров бруклинской каморры и был расстрелян вместе с телохранителем Чарльзом Убриако. В то время как потеря лидера семьи Морелло стала большим ударом сицилийской мафии, каморра тоже понесла потери. Её босс Пеллегрино Морано был вскоре обвинён в убийстве Ника Морелло после того, как члена каморры Тони Ноторо и Ральф Даниэлло связались с полицией Нью-Йорка и дали показания против Морано и Воллеро, раскрыв информацию о войне между сицилийскими и неаполитанскими бандами. И Морано, и Воллеро, после того как им отказал в помощи нью-йоркский детектив Майкл Меалли, вместе с оставшимися лидерами каморристов были осуждены за убийство и заключены в тюрьму, что фактически положило конец войне мафии и каморры.

### Раскол в семье
Братья Винченцо и Чиро Терранова сохранили контроль над семьей, но не полностью. В 1916 году от семьи Морелло отделился капо Сальваторе Д'Аквила, создав свою собственную семью и объявив себя «боссом боссов». В том же 1916 году из тюрьмы был освобождён Джо Массерия, бывший капо семьи Морелло. Отсидев три года за кражу со взломом в ломбарде Бауэри он решил работать самостоятельно, установив контроль над преступным бизнесом в Манхэттене. В 1918 году Чиро Терранова предстал перед судом за убийство боссов индустрии азартных игр Чарльза Ломбарди и Джо ДиМарко; позже дело было прекращено. В 1920 году на свободу вышли Джузеппе Морелло и Игнацио Лупо. Сальваторе Д'Аквила почувствовал, что их возвращение угрожает его власти и приказал их убить.
Главный убийца Д'Аквила, Умберто Валенти, тем временем поссорился со своим боссом и оказался под угрозой смерти. Чтобы снова снискать расположение Д'Аквила, Валенти вызвался убить главного соперника своего босса Винченцо Терранова. Тем временем 29 декабря 1921 года люди Массерии убили на Кристи-стрит союзника Валенти Сальваторе Муаро. В ответ по приказу Валенти 7 мая 1922 года Винченцо Терранова был убит выстрелом из проезжавшего мимо автомобиля возле своего дома на 116-й восточной улице. Всего несколько часов спустя заместитель Винченцо Терранова Сильва Тальягамба был смертельно ранен в Нижнем Манхэттене Валенти и его боевиками. На следующий день Валенти и несколько его людей напали на босса Джо Массерия и его телохранителей на Гранд-стрит «в квартале от полицейского управления». The New York Herald Tribune сообщила, что «когда драка закончилась, боевики застрелили четырех мужчин и двух женщин, но не причинили друг другу вреда». Массерия отбросил свой пистолет и был арестован при бегстве с места происшествия.
9 августа 1922 года Массерия вновь пытались убить, когда он вышел из своей квартиры в доме № 80 на 2-й авеню. Но Джо отделался контузией, заслужив среди гангстеров славу «человека, который может уворачиваться от пуль», его репутация выросла, в то время как репутация Д'Аквила пошла на убыль.
Сорок восемь часов спустя, 11 августа, Умберто Валенти был убит в кафе на углу Второй авеню и Восточной 12-й улицы. По преданиям гангстеров, его убийцей был не кто иной, как Чарльз «Счастливчик» Лучано. После этого инцидента Джузеппе Массерия возглавил семью и его стали называть «Босс Джо», а Джузеппе Морелло стал его заместителем. Так, семья Морелло стала семьёй Массерия.

## Руководство
Боссы
- 1890-е—1909 — Джузеппе «Хваткая рука» Морелло — основал Банду 107-й улицы; заключён в тюрьму в 1909 году.
- 1909—1916 — Николас «Ник Морелло» Терранова — убит в ходе войны между мафией и каморрой 7 сентября 1916 года.
- 1916—1920 — Винченцо «Винцент» Терранова[англ.] — ушёл в отставку, став младшим боссом.
- 1920—1922 — Джузеппе «Хваткая рука» Морелло — ушёл в отставку, став младшим боссом.
- 1922—1931 — Джузеппе «Джо Босс» Массерия.

Младшие боссы
- 1903—1909 — Игнацио «Волк» Лупо — заключён в тюрьму в 1909 году.
- 1909—1916 — Винченцо «Винцент» Терранова[англ.] — стал боссом.
- 1916—1920 — Чиро «Король артишоков» Терранова — ушёл в отставку.
- 1920—1922 — Винченцо «Винцент» Терранова[англ.] — murdered on May 8, 1922
- 1922—1930 — Джузеппе «Хваткая рука» Морелло — убит 15 августа 1930 года.

### Комментарии
1. ↑  Бочковые убийства или убийства в бочках (англ. barrel murder) — метод избавления от тел убитых, который практиковали американские мафиози в 1870-х—1900-х годах. Жертву помещали в бочку и оставляли в случайном месте или отправляли по несуществующему адресу в другой город. Морелло, подозреваемые в более чем 100 убийствах, использовали этот метод пока убийства (получившие широкую огласку) не привлекли нежелательное внимание со стороны местных властей. Неитальянские преступники так же использовали этот метод, чтобы полиция подозревала в убийствах итальянских мафиози. См. The Barrel Murder (1903) (англ.). Gangrule.com. Дата обращения: 27 ноября 2022.
2. ↑  Комплекс ветхих деревянных каркасных домов когда-то стоявших на углу Первой авеню Нью-Йорка и Восточной 108-й улицы, который включал конюшню, магазины старья и ангар для фургонов. После серии убийств в этом месте комплекс стал известен под общим названием «Конюшня убийств» (англ. Murder Stables). См. Fort Wayne Journal-Gazette. Dec 12, 1915